# Ernst H. Gombrich
Sir Ernst Hans Josef Gombrich, född 30 mars 1909 i Wien, död 3 november 2001 i London, var österrikisk konsthistoriker.
Efter att ha disputerat i konsthistoria och skrivit En liten världshistoria (1936 i tysk upplaga), emigrerade han 1936 till London. Under andra världskriget arbetade han för BBC och var 1959–1976 direktör för Warburg Institute och professor i konsthistoria vid universitetet i London. År 1950 utgavs den första upplagan av Konstens historia (The Story of Art); boken, som i början var tänkt som inlärningsmaterial för barn, uppskattas vara den bäst säljande konstboken genom tiderna.  
Han blev fellow av British Academy 1960 och invaldes 1981 som utländsk ledamot av Kungliga Vetenskapsakademien.